# Henri Oguey
Henri Oguey, né le 13 septembre 1828 au Sépey et mort le 9 janvier 1901 à Aubonne, est une personnalité politique suisse, membre de la Gauche Libérale (futur parti radical-démocratique). Il est député du canton de Vaud au Conseil national de 1881 à 1883.

## Biographie
Henri Oguey naît le 13 septembre 1828 au Sépey, dans le canton de Vaud. Protestant, originaire d'Ormont-Dessous, il est le fils de David Frédérich Oguey, instituteur, et de Catherine Borloz. Il épouse en 1852 Louise Henriette Charlotte Guignard. Il est le grand-père de Pierre Oguey, député au Grand Conseil et conseiller d'État.
Il exerce comme procureur-juré (agent d'affaires) pour le district d'Aubonne de 1852 à 1894. Membre du conseil général de la Banque cantonale vaudoise de 1864 à 1899 et administrateur de l'Union vaudoise de crédit de 1877 à 1879, il est en outre membre du synode. Dans l'armée suisse, il est commandant d'un bataillon d'infanterie en 1870, lieutenant-colonel et commandant du 1er arrondissement militaire de 1875 à 1901.

### Carrière politique
Conseiller municipal (exécutif) et, de 1871 à 1888, syndic d'Aubonne, il est député des Radicaux/Gauche Libérale (aile gauche du parti libéral) au Grand Conseil vaudois de 1865 à 1875. Élu au Conseil national en 1881, il doit démissionner en 1883 en raison de la loi fédérale sur les incompatibilités en matière électorale,.

## Liens
- Notice dans un dictionnaire ou une encyclopédie généraliste :   - Dictionnaire historique de la Suisse
- Notices d'autorité :   - VIAF
  - GND